# Paralacydes punctatostrigata
Paralacydes punctatostrigata là một loài bướm đêm thuộc phân họ Arctiinae, họ Erebidae.